# Чиконьяни, Джузеппе
Джузеппе Чиконьяни (итал. Giuseppe Cicognani; 28 февраля 1870, Фаэнца — 11 марта 1921, Генуя) — итальянский композитор и органист. Двоюродный брат Антонио Чиконьяни.
Учился у своего двоюродного брата, затем окончил Болонский музыкальный лицей (1891), ученик Алессандро Бузи и Джузеппе Мартуччи. В 1894—1897 гг. разделял с Лоренцо Перози обязанности капельмейстера в кафедральном соборе в Имоле, затем капельмейстер собора в Алессандрии и преподаватель городской музыкальной школы. С 1905 г. профессор гармонии в Генуэзском музыкальном лицее, одновременно органист и капельмейстер Церкви Святых Амвросия и Андрея.
Автор опер «Сын моря» (итал. Il figlio del mare, театр Ла Фениче, 1908), «Легенда об арлекине» (итал. La leggenda d'Arlecchino; 1920) и ещё нескольких не поставленных. Для оркестра написал симфонию ре мажор, симфоническую поэму «Песнь любви» (итал. Il canto dell'amore), несколько сюит. Также сочинил струнный квартет, фортепианные и вокальные пьесы, произведения духовного содержания.